# Spencer and Hill
Spencer & Hill est un groupe de musique house originaire d'Allemagne dont les deux membres étaient Peter Spencer et Josh Hill. Ce ne sont autres que Dennis Nicholls, son ami Manian et producteur Manuel Schleis.

## Biographie
Spencer and Hill débuta tard en 2007 comme production exclusive des deux DJs déjà connus sur la scène house, dont Manuel était en plus un producteur sonore et avait son propre studio à Cologne, d'où il réalisait les projets. Leur première composition sous ce pseudonyme fut When The Lights Turn Off et le premier remix fut celui de Dave Darell - Freeloader. Durant 2008 et 2009 le duo amassa de la popularité assez pour devenir connu en Europe et mondialement vers 2010. Les meilleures années de leur succès: 2010, 2011, 2012. Vers 2013, Shleis se dit moins intéressé à produire de la musique et entrera petit-à-petit la scène productive. Alors Manian travailla seul sur tels remixes comme Play Hard de David Guetta, entre autres. Enfin, la dernière composition sortie sous leur nom fut Washed Out Road, production originale avec les vocaux de Lindsay Nourse, en septembre 2013. Leur site officiel de Facebook mentionna, en décembre 2013, que Spencer and Hill est terminé. Ils continuent comme Twoloud.

## Discographie

### Singles
- Spencer&Hill vs Jay Outback - Mich laust der Affe (Zooland Records)
- Spencer&Hill - Get Down (Tiger Rec.)
- Spencer&Hill - Oldschool (Tiger Rec.)
- Space Cowboy vs. Spencer&Hill - Invisible (Zooland Records)
- Spencer&Hill vs. She's all that - Jump(Bazooka)
- Spencer&Hill - 303 (Bazooka)
- Spencer&Hill vs. Dave Darell - Its a smash (Tiger Rec.)
- Spencer&Hill - Haunted House (Bazooka)
- Spencer&Hill - Excuse Me (Tiger Rec.)
- Spencer&Hill - Funk Parliament (Bazooka)
- Spencer&Hill - I want you (Tiger Rec.)
- Spencer&Hill - Trespasser (Tiger Rec.)
- Spencer&Hill - Heads off (Tiger Rec.)
- Spencer&Hill - Cool (Tiger Rec.)
- Spencer&Hill vs. Felguk - Fingertips (Tiger Rec.)
- Spencer&Hill - I spy (CR2)
- Spencer&Hill - Flat EP (Zooland/Tiger)
- Spencer&Hill - Most wanted EP (Tiger Rec.)
- Spencer&Hill - Housebeat EP (Tiger Rec.)
- S&H Project - One stop love EP (Zoogroove)
- S&H Project - Bob the radio
- Spencer&Hill - Stop the world
- Spencer&Hill - World in love
- S&H Project - Perculate it
- Spencer&Hill - Get it on
- Spencer&Hill - Dub Files 1 (StarRouge)
- Spencer&Hill - EP5 (StarRouge)
- Spencer&Hill - Back in the love
- Spencer&Hill - EP4 (StarRouge)
- Spencer&Hill - Extra E (EP3) (StarRouge)
- Spencer&Hill - When the lights turn off
- Spencer&Hill - EP2 (StarRouge)
- Spencer&Hill - EP1 (StarRouge)
- Spencer&Hill - Cool
- Spencer&Hill - Cantina Beats
- Spencer&Hill - Yeah Yeah Yeah

### Remixes
- Cascada - Pyromania (Spencer & Hill Airplay Mix)
- Yello - The Expert (Spencer & Hill Remix)
- Gigi Barocco vs Ice MC - Think About The Way 2K9 (Spencer & Hill Remix)
- Medina - You & I (Spencer & Hill Remix)
- Bob Sinclair - Lala Song (Spencer & Hill Remix)
- Frankie Goes to Hollywood - Relax (Spencer & Hill Remix)
- Paul van Dyk - For an angel (Spencer & Hill Remix)
- Röyksopp - The Girl And The Robot (Spencer & Hill Remix)
- Tiga - Shoes (Spencer & Hill Remix)
- N-Trance - Set You Free 2008 (Spencer & Hill Classic Mix)
- Porn Kings Vs. DJ Supreme - Up To Tha Wildstyle (Spencer & Hill Remix)
- R.I.O - When the Sun Comes Down (Spencer & Hill Remix)
- 4 Strings vs. Da Mack - Da Mack (Spencer & Hill Remix)
- Private - My secret lover (Spencer & Hill Remix)
- S&H Project feat. Jades - Summer's gone (Spencer & Hill Remix)
- Dave Darell - Freeloader (Spencer & Hill Remix)
- Selda - 100% pure love (Spencer & Hill Remix)
- Giant JR - Evil (Spencer & Hill Remix)
- S&H Project - One Stop Love (Spencer & Hill Remix)
- Milk&Sugar - Stay around (Spencer & Hill Remix)
- Avenue - The Last Goodbye (Spencer & Hill Remix)
- Lowrider - Pitchdown (S&H Project Remix)
- N-Trance - Set You Free 2008 (Spencer & Hill Remix)
- Velvet - Fix Me (Spencer & Hill Remix)
- BWO - Lay your love one (Spencer & Hill Remix)
- R.I.O - Shine on (Spencer & Hill Remix)
- DJ Tom & Bump N' Grind - So Much Love to Give (Spencer & Hill Remix)
- Lorie - Play (Spencer & Hill Remix)
- Moby - Disco lies (Spencer & Hill Remix)
- Booty Luv - Some kinda rush (Spencer & Hill Remix)
- Cezar - Keep on (Spencer & Hill Remix)
- S&H Project - Bob the radio (Spencer & Hill Mixes)
- Cascada - What do you want from me (S&H Project Remix)
- September - Cry for you (Spencer & Hill Remix)
- Sash! - Mysterious times (Spencer & Hill Remix)
- Cascada - What hurts the most (Spencer & Hill Remix)
- Yanou ft. Mark Daviz - A girl like you (S&H Project Remix)
- R.I.O - R.I.O (S&H Project Remix)
- Lorie - Je Vais Vite (Spencer & Hill Remix)
- Sugababes - About You Now (Spencer & Hill Remix)
- Tiësto - Carpe Noctum (Spencer & Hill Remix)
- Yanou - Sun is shinning (Spencer & Hill Remix)
- S&H Project - Percualte it (Spencer & Hill Mixes)
- Taio Cruz - Moving on (Spencer & Hill Remix)
- Chris Lake - Changes (Spencer & Hill Remix)
- Scooter ft. Fatman Scoop - Behind the cow (Spencer & Hill Mixes)
- Above and Beyond - For all I care (Spencer & Hill Remix)
- Cascada - Everytime we touch (Spencer & Hill Remix)
- Erick Morillo feat. P. Diddy - Dance I said (Spencer & Hill Remix)
- Cass Fox - Touch me (Spencer & Hill Remix)
- Yanou ft. Liz - King of my castle (Spencer & Hill Dub Mix)
- Michael Gray - Boderline (Spencer & Hill Remix)
- Ian Carey - Say what you want (Spencer & Hill Remix)
- Rasmus Faber - Get over here (Spencer & Hill Remix)
- Fishbowl - Lets get down (Spencer & Hill Remix)
- Ultra Djs - You&me (Spencer & Hill Remix)
- Sultan & Ned Shepard feat Nadia Ali - Call My Name (Spencer & Hill Remix)